# Vodafone Italia
Vodafone Italia S.p.A. est la filiale italienne du groupe de télécommunications britannique Vodafone Group Plc. Le siège social de la société se trouve à Ivrée (TO) et à Milan.
Fondée en 1994 sous le nom d'Omnitel Pronto Italia S.p.A., elle a changé de nom en 2002, à la suite de son acquisition par Vodafone Group Plc, pour devenir Vodafone Omnitel S.p.A. et a déménagé la même année son siège social aux Pays-Bas, sous le nom de Vodafone Omnitel N.V. En 2013, elle a été renommée Vodafone Omnitel B.V., puis en 2015, elle a déménagé à nouveau en Italie et a pris son nom actuel.
Elle compte 30 153 000 clients de téléphonie mobile et 3 182 000 lignes de téléphonie fixe, avec respectivement une part de marché de 28,5 % et 16 %.
Depuis qu'elle a repris l'entreprise, Vodafone a introduit en Italie des services tels que Vodafone live!, les réseaux mobiles 3G, 4G et 5G, les services xDSL, fibre optique et FWA, ainsi que les opérateurs de réseaux mobiles virtuels pour d'autres sociétés.
Les principaux concurrents de Vodafone sont Fastweb, Iliad, TIM et Wind Tre.

## Histoire
En décembre 1995, Omnitel Sistemi Radiocellulari Italiani (fondée le 19 juin 1990 par Olivetti, Lehman Brothers, Bell Atlantic et Telia) et Pronto Italia (composée de Zignago Vetro, AirTouch, Mannesmann, Banca di Roma, Arca Merchant, Comeba, Ersel, Erg, Urmet TLC, Spal TLC, Site, Ponti Radio et Fergia,) fusionnent pour donner naissance à Omnitel Pronto Italia, qui lance un service de téléphonie mobile, le deuxième en Italie après TIM (anciennement SIP). Olivetti, actionnaire majoritaire d'origine, via Omnitel et Infostrada (qui s'occupent en revanche de téléphonie fixe), concurrence ainsi Telecom Italia, qui monopolisait jusqu'alors l'ensemble du secteur des télécommunications en Italie.
En 1999, Olivetti vend sa participation dans Omnitel et Infostrada au consortium allemand Mannesmann, après qu'Olivetti ait pris le contrôle de Telecom Italia. À cette époque, Mannesmann détenait une participation majoritaire dans Omnitel avec une participation de 53,7 %. L'année suivante, Vodafone a fusionné avec Mannesmann, prenant ainsi le contrôle d'Omnitel. La fusion a conduit en 2001 au changement de nom de la société en Omnitel Vodafone, puis en 2002 en Vodafone Omnitel, et la même année, le siège social a été transféré d'Ivrée (TO) à Amsterdam, passant ainsi d'une società per azioni (S.p.A.) légalement enregistrée en Italie à une naamloze vennootschap (N.V.) légalement enregistrée aux Pays-Bas.
En 2004, la société a lancé des services UMTS dans 140 villes. Deux ans plus tard, elle a également lancé des services HSPA.
En 2007, Vodafone a acheté les filiales italienne et espagnole de Tele2.
À la suite de l'acquisition de Tele2 Italia (rebaptisée TeleTu en 2010), Vodafone a lancé en Italie en 2008 des services xDSL, offrant Wi-Fi et VoIP à ses clients, et entre 2013 et 2014, a également lancé des services FTTx.
En 2012, elle a activé les services de technologie LTE à Milan et à Rome.
Le 16 décembre 2013, à la suite de la vente par Verizon de la totalité du capital social détenu dans la société à Vodafone, elle a été transformée en besloten vennootschap (B.V.).
Entre 2014 et 2015, elle a commencé à activer les services LTE-A et VoLTE à ses clients mobiles, et en 2017, elle a lancé les services LTE-A Pro à Milan, Palerme et Florence.
Le 23 novembre 2015, la société a transféré son siège social à Turin, redevenant une société par actions légalement enregistrée en Italie.
Le 23 janvier 2017, Vodafone a lancé la marque ho-mobile, pour fournir des services de téléphonie mobile à bas prix en concurrence avec Iliad.
En 2019, Vodafone a lancé des services 5G NR à Milan, Rome, Turin, Naples et Bologne. Son GigaNetwork 5G est considéré comme l'évolution du précédent GigaNetwork 4.5G, qui a été réutilisé pour lancer le service 5G.
En 2021, l'entreprise ferme son réseau 3G, afin d'améliorer ceux 4G et 5G.